# Blanqueta (manzana)
Blanqueta es el nombre de una variedad cultivar de manzano (Malus domestica) Esta manzana está cultivada en la colección de germoplasma de manzanas del CSIC, así mismo también está cultivada en la colección particular de manzanas de Cataluña "El pomari de l'Emili". Esta manzana es originaria de la Comunidad autónoma de Cataluña, comarca de la Selva zona del Montseny, Gerona, donde tuvo su mejor época de cultivo comercial antes de la década de 1960.

## Sinónimos
- "Poma Blanqueta"
- "Manzana Blanqueta".[6]

## Historia
En la primera mitad del siglo XX, el Valle de Arbucias y Riells del Montseny era conocido como el valle de los manzanos. Se transportaban dentro de serones con camiones hasta Barcelona para venderlas. El espaciamiento en el tiempo de recogida de las diversas variedades de manzanos que aquí se cultivaban, permitía disponer de fruta durante más meses, con una buena conservación en el pajar se comían hasta el verano siguiente y se alimentaba el ganado con los excedentes. Era corriente ver los leñadores con el zurrón lleno de manzanas cuando se dirigían a trabajar al bosque.
'Blanqueta' es una variedad de manzana de Cataluña, cuyo cultivo conoció cierta expansión en el pasado, pero que a causa de su constante regresión en .el cultivo comercial no conservaban apenas importancia y prácticamente habían desaparecido de las nuevas plantaciones en 1971. Así hay variedades tales como 'Camuesa de Llobregat' y 'Manyaga' que constituían en 1960 el 70% de la producción de manzana en la provincia de Barcelona y se encontraba la primera en otras nueve provincias y la segunda en seis y 'Normanda' que estaba muy difundida hasta 1960 entre los viveristas de Aragón (representaba el 25% de la cosecha en la cuenca del Jiloca). En 1971 Puerta-Romero y Veirat sólo encontraron 184 ha de “Manyaga” (el 31% con más de 20 años), 81 ha de “Camuesa de Llobregat” (el 36% con más de 20 años) y ya no citan al cultivar “Normanda”.
'Blanqueta' está considerada incluida en las variedades locales autóctonas muy antiguas, cuyo cultivo se centraba en comarcas muy definidas. Se caracterizaban por su buena adaptación a sus ecosistemas y podrían tener interés genético en virtud de su adaptación. Se encontraban diseminadas por todas las regiones fruteras españolas, aunque eran especialmente frecuentes en la España húmeda. Estas se podían clasificar en dos subgrupos: de mesa y de sidra (aunque algunas tenían aptitud mixta).
'Blanqueta' es una variedad clasificada como de mesa; difundido su cultivo en el pasado por los viveros comerciales y cuyo cultivo en la actualidad se ha reducido a huertos familiares y jardines privados.

## Características
El manzano de la variedad 'Blanqueta' tiene un vigor entre escaso y mediano, de porte de poca altura con las ramas erguidas; tubo del cáliz pequeño y medio, triangular o en forma de embudo con tubo corto; estambres insertos en la mitad.
La variedad de manzana 'Blanqueta' tiene un fruto de tamaño de pequeño a medio; forma redondeada con contorno irregular y levemente asimétrico, con uno de los ejes de simetría más elevado y desplazado, lo que produce un lateral del fruto más abultado que los otros; piel lisa, fina; con color de fondo amarillo, importancia del sobre color ausente, acusa punteado fino abundante casi inapreciables y otros puntos más visibles gruesos de color marrón, y una sensibilidad al "russeting" (pardeamiento áspero superficial que presentan algunas variedades) débil; pedúnculo corto, grueso, con el extremo grueso, que sobresale un poco de la cubeta, anchura de la cavidad peduncular estrecha, profundidad cavidad pedúncular profunda, desde el fondo surge un inicio ruginoso verde pardo que llega a los bordes, bordes ondulados, y con una importancia del "russeting" en cavidad peduncular media; anchura de la cavidad calicina es poco ancha, profundidad de la cavidad calicina profunda, y con importancia del "russeting" en cavidad calicina débil; ojo característicamente pequeño y entreabierto; sépalos largos, puntiagudos y vueltos hacia fuera desde por debajo de su mitad dejando en el centro una apertura suavemente pequeña.
Carne de color blanca; textura consistente, jugosa; sabor dulce aromática; corazón bulbiforme; eje entreabierto; celdas medianas y cartilaginosas; semillas pequeñas ovadas.
La manzana 'Blanqueta' tiene una época de maduración y recolección tardía, madura en el otoño, entre septiembre y octubre. Tiene una buena conservación. Se usa como manzana de mesa fresca.